# Bîstrîțea-Hirska, Drohobîci
Bîstrîțea-Hirska (în ucraineană Бистриця-Гірська) este o comună în raionul Drohobîci, regiunea Liov, Ucraina, formată numai din satul de reședință.

## Demografie
Componența lingvistică a comunei Bîstrîțea-Hirska
     Ucraineană (100%)
Conform recensământului din 2001, toată populația comunei Bîstrîțea-Hirska era vorbitoare de ucraineană (100%).